# Laminci Jaružani
Laminci Jaružani är ett samhälle i Bosnien och Hercegovina.   Det ligger i entiteten Republika Srpska, i den norra delen av landet, 160 km nordväst om huvudstaden Sarajevo. Laminci Jaružani ligger 93 meter över havet och antalet invånare är 394.
Terrängen runt Laminci Jaružani är mycket platt.Närmaste större samhälle är Bosanska Gradiška, 9,4 km väster om Laminci Jaružani.
Omgivningarna runt Laminci Jaružani är en mosaik av jordbruksmark och naturlig växtlighet. Runt Laminci Jaružani är det ganska tätbefolkat, med 67 invånare per kvadratkilometer.